# 謝曉峰
謝曉峰，是《三少爺的劍》的人物，古龍筆下的名劍客，有「天下第一劍客」之稱。
謝曉峰是神劍山莊的三少爺，江湖未嚐一敗。後來他厭倦江湖，化名阿吉隱身於妓院。
後來謝曉峰重出江湖，在楓林和「奪命十三劍」燕十三決戰，燕十三的「奪命十三劍」，演出第十四劍和第十五劍，燕十三因為救過謝曉峰而心生善念，驀然收劍，卻無法控制第十五劍的威力，同時為了毀了這第十五劍，刺穿自己的咽喉，謝曉峰也割掉了大拇指終生不能使劍，然言謝曉峰始終是江湖人，一旦做了江湖人，就永遠是江湖人，人在江湖，身不由己。
異色的是他在代筆作品中仍然活躍，首先圓月彎刀，謝曉峰將燕十三葬於藏劍蘆，並閉門深究破奪命十三劍之術，演練出無劍之技。丁鵬仍稱謝曉峰為天下第一劍客。後又在怒劍狂花和白天羽相遇上。